# Laurence Bily
Laurence Bily (* 5. Mai 1963 in Bressuire) ist eine ehemalige französische Leichtathletin, die sich auf den 100-Meter-Lauf spezialisiert hatte.
Bei den Leichtathletik-Europameisterschaften 1982 in Athen errang Bily als Startläuferin in der 4-mal-100-Meter-Staffel gemeinsam mit Marie-Christine Cazier, Rose-Aimée Bacoul und Liliane Gaschet die Bronzemedaille. Im 100-Meter-Lauf wurde sie Sechste. Eine weitere Europameisterschaftsmedaille verpasste sie 1986 in Stuttgart knapp, als sie mit der Staffel den vierten Platz belegte.
Sowohl bei den Leichtathletik-Weltmeisterschaften 1987 in Rom als auch bei den Olympischen Spielen 1988 in Seoul erreichte Bily in der Staffel den siebten Rang. 1988 und 1989 wurde sie im 60-Meter-Lauf Vizeeuropameisterin in der Halle. Bei den Leichtathletik-Weltmeisterschaften 1991 in Tokio wurde Bily mit der Staffel Fünfte und bei den Olympischen Spielen 1992 in Barcelona Vierte.
Laurence Bily ist 1,68 m groß und hatte ein Wettkampfgewicht von 58 kg. Sie startete für den Racing Club de France. Nach Ende ihrer aktiven Laufbahn arbeitete sie als Trainerin für den französischen Leichtathletik-Verband.